# Говорушка булавоногая
Говору́шка булавоно́гая, или булавовидноно́гая (лат. Ampulloclitócybe clávipes, также Clitócybe clavipes) — вид грибов, включённый в род Ampulloclitocybe семейства гигрофоровые (Hygrophoraceae).

## Описание
Шляпка 4—9 см в диаметре, плоская, иногда с небольшим бугорком в центре, затем вдавленная, негигрофанная, но влажная, коричневатая, оливково- или серо-коричневая, с возрастом выцветающая до бледно-коричневой.
Пластинки обычно довольно частые, ветвящиеся, нисходящие на ножку, белые, затем кремовые.
Ножка 3,5—6 см длиной, утолщается от 0,5—1 см в верхней части до 1—3,5 см в основании, редко почти цилиндрическая, с оливково- или буроватоволокнистой беловатой поверхностью, голая, в основании заметно белоопушённая.
Мякоть беловатая, в дождливую погоду водянистая, со слабым фруктовым запахом, без особого вкуса.
Споровый порошок белый.
Споры 6,6—10×3,7—5,1 мкм, эллиптические, немного асимметричные, неамилоидные, по 4 на базидиях.
Говорушка булавоногая считается съедобным грибом, однако содержит коприн, поэтому при употреблении его с алкоголем вызывает тяжёлый антабусный эффект. Употребляется свежим, солёными и маринованным.

## Экология
Говорушка предпочитает хвойные леса, однако иногда встречается в смешанных и даже широколиственных. Произрастает одиночно или небольшими группами, реже скученно.

## Таксономия

### Синонимы
- Agaricus carnosior Peck, 1872
- Agaricus clavipes Pers., 1801basionym
- Agaricus comitialis Pers., 1801
- Clavicybe clavipes (Pers.) Harmaja, 2002
- Clitocybe carnosior (Peck) Sacc., 1887
- Clitocybe clavipes (Pers.) P.Kumm., 1871
- Clitocybe comitialis (Pers.) P.Kumm., 1871
- Omphalia clavipes (Pers.) Quél., 1886
- Omphalia clavipes var. comitialis (Pers.) Quél., 1886